# Gebicca

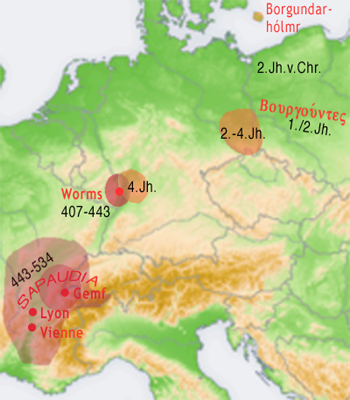
Migratie van Bourgondiërs westwaarts in de 4e en 5e eeuw

Gebicca, ook bekend als Gjúki, Gifica, Gifica, Gibica en Gebicar, was een Bourgondische hoofdeling (koning) vanaf eind 4e eeuw tot zijn dood rond 407. Hij was de vader van Godomar, Giselher en Gundahar.

## Levensloop
De eerste 3 vorsten der Bourgondiërs ‘in Germania Magna’ waren Gebicca en zijn zonen Godomar en Giselher. Zij hebben nooit een voet in Gallia gezet en worden daarom afzonderlijk beschreven. Zij hebben een mythisch karakter en de verhalen over hen werden lang mondeling overgedragen. Gebicca en zijn zonen leidden waarschijnlijk de Bourgondiërs van de rivier de Wisla (Oost-Europa) westwaarts naar de Wezer. Aan de bovenlopen van Wezer en Main was hun territorium buiten het Romeinse Rijk gesitueerd. Voor de Romeinen was dit in Germania Magna, dit wil zeggen, buiten hun provincies Germania Superior en Germania Inferior. De Romeinen begrepen niets van de migratiegolven van de Bourgondiërs; na het uitmoorden van nieuw gesettelde groepjes Bourgondiërs, kwamen dezen steeds terug. Soms waren de Bourgondiërs door middel van verdragen verbonden met het Romeinse Rijk en leverden ze soldaten voor het leger.
Gebicca en zijn zonen waren niet een vorst in de betekenis van monarch maar eerder gezamenlijk veldheer. De termen beaggifa, goldgifa en maddumgifa worden gebruikt voor de koninklijke functie.
De jongste zoon van Gebicca was Gundohar. Hij is wèl tot in Gallia doorgestoten (zie Grote Volksverhuizing) en palmde de provincie Germania Superior in. Voor het keizerlijk hof van  Honorius en de bisschoppen was Gundohar ‘rex’ of koning van een nieuw land, het koninkrijk der Bourgondiërs in Worms, met de term ‘koning’ gebruikt in de Romeinse betekenis.

## Gedichten en bronnen
Gebicca en variaties van zijn naam worden in een aantal gedichten/bronnen genoemd.
- in het Angelsaksische gedicht Widsith als Gifica en als Gjúki.
- In het gedicht Atlakviða van de Poëtische Edda werd hij genoemd als de vader van Gunnar (zie Gundahar)
- in Proza-Edda, zegt Snorri Sturluson dat Gjúki de vader was Gunnar, Hogni en Gudrun. Hij had ook een vrouw uit een vorig huwelijk, Grimhild en een stiefzoon Gottorn (de doder van Sigurd) en een dochter Gudny, die ook wel Gullrond wordt genoemd. In de Skaldskaparmal schrijft Sturluson dat Rakni Gjuki's vader was, de zoon van Eynef, de zoon van Heimar, de zoon van Naefil. Naefil was de stichter van het Nevelingengeslacht (de Nibelungen). Halfdan de Oude was de vader van Naefil.
- in het Nibelungenlied is Gebicca een van de eerste koningen van de Nibelungen, van een volk dat Gjúkungar wordt genoemd. In de Nibelungensage heet hij Tankred (Dankrat).
- en zijn naam in de wet van de Bourgonden (Lex Burgundionum)

Gebicca · Godomar · Gundohar · Gundioc · Godigisel · Chilperik I · Chilperik II · Gundobad · Gundomar · Sigismund · Gundomar II